# Thomas Gibson Bowles
Thomas Gibson Bowles, generalmente conosciuto come Tommy Bowles (Londra, 15 gennaio 1841 – Algeciras, 12 gennaio 1922), è stato un giornalista e editore inglese. È stato il fondatore delle riviste The Lady e Vanity Fair.

## Biografia

### Genitori
Thomas era il figlio illegittimo del politico Thomas Milner Gibson e di una cameriera di nome Susannah Bowles. Frequentò le scuole in Francia e poi studiò per un anno presso il King's College London. Suo padre gli passava uno stipendio annuo di £90 e lo aiutò a cercare un lavoro presso la Somerset House.

## Giornalismo
Nel 1866, Bowles iniziò la sua carriera di giornalista curando una rubrica per il Morning Post. Restano famosi i suoi servizi sull'assedio di Parigi durante la Guerra franco-prussiana inviati in Inghilterra in mongolfiera o con i piccioni viaggiatori.
Nel 1868 utilizzò un prestito di £200 per fondare la rivista inglese Vanity Fair. Nel 1887 sconvolto dalla morte della moglie  Jessica (nata Evans-Gordon) durante il parto, Bowles vendette la sua quota in Vanity Fair ad Arthur H. Evans per £20.000. Nel 1885 fondò una seconda rivista dal titolo Lady, probabilmente spinto dai consigli della moglie. Fu un competente marinaio e per decenni scrisse a supporto della Royal Navy. Bowles (soprannominato Jehu Junior in riferimento al profeta biblico che causò la caduta dei suoi nemici) compilava le note biografiche che accompagnavano le pungenti caricature dei suoi disegnatori. Fu redattore capo per vent'anni ed impostò la politica della sua rivista in modo tale che nessuno nella società dell'epoca sfuggì al suo occhio indagatore.
Gli obiettivi della satira di Jehu Junior di solito si sentivano onorati di essere stati scelti e anche se l'esame cui erano sottoposti era impietoso comunque il risultato era divertente più che dannoso. Bowles riuscì a realizzare questo esercizio di equilibrio estremamente difficile proprio per la impostazione originale data alla sua rivista.

## Carriera politica
Nelle lezioni politiche del 1892, Bowles venne eletto al Parlamento per il partito Conservatore] e vi restò fino alle elezioni del 1906 da lui perse. Fu rieletto nelle elezioni del gennaio 1910 con il Partito Liberale, ma perse il seggio nelle elezioni politiche del dicembre 1910.
Thomas Gibson Bowles morì ad Algeciras in Spagna e fu sepolto a Gibilterra.

## Famiglia
Nel 1875 Bowles sposò Jessica (1852-87), figlia del Generale Charles Evans-Gordon (1813-1901), un discendente di "Gordon of Lochinvar".
I loro figli:
- George (1877-1955), avvocato, sposò Madeline Tobin;
- Geoffrey (1879-1968) ufficiale della Royal Navy;
- Sydney (1880-1963), sposò l'allora Hon. David Mitford nel 1902, e fu la madre delle sorelle Mitford;
- Dorothy (1885-1971) che sposò il Colonnello Percy Bailey.

Secondo la nipote Julia Budworth, Bowles generò 3 figli con Rita Shell (la tata dei suoi figli dopo la morte della moglie Jessica Evans-Gordon), che mutò il cognome in Stewart.  In seguito sarebbe diventata direttrice della rivista The Lady.  Essi erano Humphrey (b.1891), Oliver (b. 1895) e Peter (b. 1900). (See "Never Forget" pp. 616–618"). Peter Stewart successivamente prestò servizio presso la Marlborough House quando fu usata come residenza da Mary di Teck, regina consorte di Giorgio V.